# Институт уметности Минеаполиса
Институт уметности Минеаполиса (Миа) је музеј уметности смештен у Минеаполису, Минесота, Сједињене Државе. Ту је смештено више од 90.000 уметничких дела која представљају 5.000 година светске историје. Његова стална колекција укључује светски позната дела која оличавају највиши ниво уметничких достигнућа, обухватају око 20.000 година и представљају разнолике светске културе са шест континената. Музеј има седам подручја: Уметност Африке и Америке; Савремена уметност; Декоративне уметности, текстил и скулптура; Азијска уметност; Слике; Фотографија и нови медији; и Графике и цртежи.
Музеј је једна од највећих уметничких едукатора у Минесоти. Више од пола милиона људи посети музеј сваке године, а преко стотину хиљада пролази кроз музејски програм Авентура за основце. Општа политика бесплатног уласка у музеј, јавни програми, часови за децу и одрасле и награђивани интерактивни медијски програми помогли су ширењу и продубљивању корена овог музеја у заједницама којима служи.

## Историја
Друштво лепих уметности у Минеаполису основано је 1883. године како би уметност увело у живот заједнице. Ова група, коју су чинили пословни и професионални лидери, организовала је уметничке изложбе током читаве деценије. 1889. године Друштво се преселило у свој први стални простор, у новоизграђену јавну библиотеку Минеаполиса.
Године 1911, Клинтон Морисон је поклонио грађевинско земљиште потребно за изградњу. Неколико дана касније институт је добио писмо од Вилијама Данвудија, који је покренуо донаторску акцију. Вечера за прикупљање средстава неколико дана касније донела је 335.500 долара, донираних за 90 минута.
Нови музеј, који је дизајнирала фирма Меким, Мед и Вајт, отворен је 1915. Зграда је препозната као један од најлепших примера архитектонског стила лепих уметносати у Минесоти. Историчар уметности Бевис Хилиер организовао је у музеју изложбу Ар Деко, од јула до септембра 1971. године, што је изазвало поновно оживљавање интересовања за овај стил уметности. Зграда је првобитно требала бити први од неколико делова, али само је изграђен предњи део. Неколико додатака је накнадно изграђено према другим плановима, укључујући додатак Кенсоа Танге из 1974. године. Проширење које је осмислио добитник Драјхаусове награде за 2012. годину Мајкл Грејвс завршено је у јуну 2006. Пре најновијег проширења, само 4 процента од готово 100 000 предмета музеја могло је бити истовремено приказано; сада је та цифра 5 процената. Target Corporation, по којој је ново крило и добило име, био је највећи донатор, са поклоном већим од 10 милиона долара.
2015. године Институт се преименовао, избацивши последње „с“ из свог имена, да би постао Институт за уметност у Минеаполису и подстичући употребу надимка Миа уместо акронима МИА.
Кејвин Фелдман је постала директор и председник Института 2008. године. Током њеног мандата посета је удвостручена, наглашен је дигитални приступ и усвојени су програми социјалне правде и равноправности. У децембру 2018. именована је за следећу директорку Националне галерије уметности, која је ту функцију преузела у марту 2019.
У октобру 2019. године, Кетрин Лубер, раније из Музеја уметности Сан Антонија, именована је за нову директорку и председницу компаније Миа.

## Збирка
У музеју се налази енциклопедијска колекција од приближно 80.000 предмета у распону од 5.000 година светске историје. Његова колекција укључује слике, фотографије, графике и цртеже, текстил, архитектуру и декоративне уметности. Постоје колекције афричке уметности, уметности из Океаније и Америке, и посебно јака колекција азијске уметности, названа „једна од најфинијих и најопсежнијих азијских уметничких колекција у земљи“. Азијска колекција укључује кинеску архитектуру, жад, бронзу и керамику.
Институт је власник куће Пурсел-Катс, источно од Језера са острвима. Кућу су дизајнирали Пурсел & Елмсли. Музеју га је поклонио Ансон Б. Катс Јр., син његовог другог власника. Кућа је доступна за излете другог викенда у месецу.

## Услуге
Да би подстакао приватно прикупљање и помогао у прибављању важних уметничких дела, музеј је створио „групе афинитета“ усклађене са седам кустоских подручја музеја. Групе заказују предавања, симпозијуме и путовања за чланове.
У музеју се одржава редовна серија изложби које приказују путујуће колекције из других музеја. Локални пословни партнери финансирају многе од ових изложби, а неки представљају уметнике који воде јавне туре кроз изложбу.
У музеју се налази Изложбени програм уметника Минесоте, програм који контролишу уметници, а посвећен је изложби дела уметника који живе у Минесоти.
Музејска библиотека садржи више од 60.000 свезака о уметности и историји уметности. Библиотека је отворена за јавност.

## Одабрани предмети
- Лука Кранах Старији, Портрет Мориса Бухнера, 1518
- Лука Кранах Старији, Мадона и дете са грожђем, в. 1537
- Елизабет Виже Лебран, Портрет комтесе Марије Тересије Буку
- Александер Рослин, Контеса д'Емон Пињатели у шпанској ношњи, 1763
- Сир Џошуа Рејнолдс, госпођа Фрод
- Луис де Моралес, Човек туге, око 1560
- Бартоломео Муриљо, покајница Магдалена, око 1665
- Герард ван Хонтхорст, Порицање Светог Петра, 1622
- Ел Греко, Чишћење храма, 1571
- Жан Симеон Шарден, Атрибути уметности, 1766
- Франсоа Клуе, Купање Дијане, 1550-их
- Едуар Мане, Пушач 1866
- Винсент ван Гог, Дрвеће маслине, новембар 1889
- Пол Сињак, Благосиљање чамаца за туне у Гроа, 1923
- Камиј Писаро, Трг позоришта, Париз, киша, 1898
- Пол Гоген, Под панданом 2, 1891

### Изложбе на отвореном
Институт има известан број експоната изван зграде. Пар кинеских лавова седи са обе стране улаза у 24. улици. Они су били поклон Еле Пилсбури Крозби 1998. године. Пошто је кустос музеја утврдио да би било претешко извести статуе из 18. века, у Кини су у стилу 18. века исклесане нове.
Бронзана статуа Борац духа, Ернста Барлаха, стоји у близини улаза у 24. улици. На статуи се види крилати човек који вертикално држи мач и стоји на леђима режеће звери. Кип је наручио Универзитет у Килу и првобитно је био постављен испред Цркве Светог Духа. Кип се није уклапао у идеале владајуће Национал-социјалистичке партије; вандализован је и осуђен као дегенерична уметност. Као резултат, статуа је уклоњена и пресечена на четири дела, у припреми за топљење. Међутим, комади су сакривени на фарми и појавили су се тек 1946. Статуа је поправљена и постављена испред цркве Светог Николе (Црква Светог Духа била је уништена током рата). У то време су направљене две копије статуе; МИА је набавила један примерак 1959. године; други је испред Гетсеманске цркве у Берлину.
У кинеском врту, који се види из кафића, налази се Таиху камење. За ово камење се каже да представља планине будистичких и таоистичких бесмртника. Врт је био поклон Рут и Бруса Дајтона.
Таргет Парк, који се налази иза музеја, садржи неколико савремених статуа, укључујући неименовано дело у бронзи (око 1968) Пјетра Консагре, Самба у афричком граниту (1993) Ричарда Ердмана и Дрво живота од нерђајућег челика (20. век), дизајнирао га је Жан Вили Местах, а произвео Мајкл Човен. Ту је и гранитни и челични павиљон под називом Лавиринт (1993) Џона Виленбехера. Широке линије урезане су у челични кров павиљона, тако да када гледалац стане унутра, лавиринт се може видети горе.
Да би прославио стоту годишњицу, институт је купио скулптуру пољског уметника Игора Митораја (1944–2014). Eros Bendato Screpolato, 1999, једна је од серије бронзаних „завијених глава“ које је произвео Миторај. Сличне скулптуре Митораја могу се наћи на другим јавним местима, укључујући Маркет Сквер у Кракову у Пољској и Градском парку у центру Ст. Луиса, Мисури.